# Бібліотека імені Івана Багряного для дітей
Бібліотека імені Івана Багряного для дітей Солом'янського району м.Києва. Входить до складу Централізованої бібліотечної системи Солом'янського району міста Києва.

## Адреса
03151 Київ, вул. Донецька, 57-а, телефон (044) 243-37-97

## Характеристика
Площа приміщення бібліотеки — 387 м², книжковий фонд - 26,000 тис. примірників. Щорічно обслуговує 3,2 тис. користувачів. Кількість відвідувань — 29,5 тис., книговидач — 65,0 тис. примірників.

## Історія
Бібліотека працює з 1971 року. З 2007 року носить ім'я  українського поета, прозаїка, публіциста, політичного діяча Івана Багряного. Розташована у робітничому мікрорайоні. Крім бібліотеки, в мікрорайоні немає культурно-освітніх закладів. Це визначає форми та зміст діяльності бібліотеки.
У бібліотеці є чотири великих зали, сцена для проведення масових заходів і театральних вистав. Здійснює інформаційну підтримку й обслуговування Центру дитячої творчості мікрорайону, любительського клубу «Червоні вітрила»
Копітку й благодійну роботу проводить бібліотека із хворими дітками спецшколи-інтернату № 17. Бібліотека для них стала базою естетичного виховання й проведення дозвілля. 
В бібліотеці працює гурток дитячої творчості «Таланти і шедеври» та театр книги «В читанні книга оживає».